# PRIDE.31
PRIDE.31 Dreamers（プライド・サーティーワン ドリーマーズ）は、日本の総合格闘技イベント「PRIDE」の大会の一つ。2006年（平成18年）2月26日、埼玉県さいたま市のさいたまスーパーアリーナで開催された。海外PPVでの大会名は、「PRIDE 31: Unbreakable」。

## 大会概要
第2試合を除く全ての試合が無差別級で行われた。
メインイベントでは総合格闘技デビュー戦となったプロボクサーの西島洋介がマーク・ハントと対戦し、果敢に攻め込み奮戦するも、TKO負け。
ジョシュ・バーネットが中村和裕を破り、PRIDE初勝利を収めた。
高阪剛がマリオ・スペーヒーをKOで破り、引退を賭けて無差別級グランプリ参戦を表明した。
キャリア5戦全勝のユノラフ・エイネモがPRIDEデビュー。

## 試合結果
第1試合 無差別級ワンマッチ 1R10分、2・3R5分
○  ローマン・ゼンツォフ vs.  ペドロ・ヒーゾ ×
1R 0:25 KO（左フック）
第2試合 ミドル級ワンマッチ 1R10分、2・3R5分
○  クイントン・"ランペイジ"・ジャクソン vs.  ユン・ドンシク ×
3R終了 判定3-0
第3試合 無差別級ワンマッチ 1R10分、2・3R5分
○  ファブリシオ・ヴェウドゥム vs.  ユノラフ・エイネモ ×
3R終了 判定3-0
第4試合 無差別級ワンマッチ 1R10分、2・3R5分
○  高阪剛 vs.  マリオ・スペーヒー ×
1R 1:20 KO（スタンドパンチ連打）
第5試合 無差別級ワンマッチ 1R10分、2・3R5分
○  アリスター・オーフレイム vs.  セルゲイ・ハリトーノフ ×
1R 5:13 TKO（レフェリーストップ：グラウンドの膝蹴り）
第6試合 無差別級ワンマッチ 1R10分、2・3R5分
○  ジョシュ・バーネット vs.  中村和裕 ×
1R 8:10 スリーパーホールド
第7試合 無差別級ワンマッチ 1R10分、2・3R5分
○  アントニオ・ホドリゴ・ノゲイラ vs.  田村潔司 ×
1R 2:24 腕ひしぎ十字固め
第8試合 無差別級ワンマッチ 1R10分、2・3R5分
○  マーク・コールマン vs.  マウリシオ・ショーグン ×
1R 0:49 TKO（レフェリーストップ：右肘の脱臼）
第9試合 無差別級ワンマッチ 1R10分、2・3R5分
○  マーク・ハント vs.  西島洋介 ×
3R 1:18 TKO（レフェリーストップ：右ストレート）